# Laura Alonso Padín
Laura Alonso Padín (Vilagarcía de Arousa, 2 gennaio 1976) è un soprano spagnolo.

## Biografia
Nata a Vilagarcía de Arousa in Galizia, si è diplomata in violino e canto lirico in Spagna prima di proseguire gli studi in Germania grazie a una borsa di studio della Fondazione Alexander von Humboldt. Alla Hochschule für Musik Karlsruhe ha studiato con Aldo Baldin, Anna Reynolds, Jean Cox e liederistica con Hartmut Höll.
Nel 1999 è entrata nella compagnia del Teatro Aalto di Essen, dove si è esibita in ruoli da protagonista.
Si è esibita nei teatri di Pisa, Düsseldorf, Mannheim, Lipsia, Francoforte, Darmstadt, Nancy, Braunschweig, Poissy, Freiburg, Lubecca, Barcellona, Breno, Colonia, Hannover, Atene, Amsterdam, Los Angeles, Valencia, Amburgo e Berlino.
Ha collaborato con direttori quali Frühbeck de Burgos, Heiko Matthias Förster, Philipp Jordan, Carlos Kalmar, Jiri Kôut, Ion Marin, Víctor Pablo Pérez, Zoltan Peszko e Stefan Soltesz.
Attualmente vive tra Berlino e New York.

## Premi e riconoscimenti
Al Teatro Aalto di Essen ha ricevuto il Best Artist Award e il premio come miglior cantante assegnato dal cancelliere Helmuth Kohl nel 1998.
Tra i premi vinti si ricordano il 1º premio al Concorso Alfredo Kraus, al Concorso Franco Corelli e al Concorso Jaume Aragall.
Con l'incisione del debutto al Festival di Innsbruck ha vinto il Diapason d'Or assegnato dalla critica francese.

## Discografia
- 1999 – Antoloxía Vol. 1 - Manuel Burgueras (Xerais de Galicia)
- 2004 – Na Boca Das Camelias - Juan Manuel Varela (Clave Records)
- 2005 – Col sorriso d'innocenza - Alexander Livenson/Orquesta Filarmónica de Malaga (Columna Musica) [1][2]
- 2006 – Sartorio: Giulio Cesare in Egitto - Attilio Cremonesi/La Cetra (ORF)
- 2007 – Lua Descolorida - Juan Manuel Varela (Columna Musica)
- 2011 – Llorca: Las Horas Vacías - Thomas Cunningham/The New York Opera Society Orchestra (Columna Musica)
- 2013 – Suau la teva veu - Rosa Mateu, Mónica Luezas, Moises Bertran (Columna Musica)